# Bellingwedde
Bellingwedde  è un'ex-municipalità dei Paesi Bassi di 9 275 abitanti situata nella provincia di Groninga ed istituita il 1º settembre 1968 dall'unione delle municipalità di Bellingwolde e Wedde. Soppressa il 1º gennaio 2018, il suo territorio, insieme al territorio di Vlagtwedde è andato a costituire la nuova municipalità di Westerwolde.